# New Salem, Illinois
New Salem là một làng thuộc quận Pike, tiểu bang Illinois, Hoa Kỳ. Năm 2010, dân số của làng này là 137 người.

## Dân số
Dân số qua các năm:
- Năm 2000: 136 người.
- Năm 2010: 137 người.